# Majłowo
Majłowo – dawna wieś. Tereny, na których była położona, leżą obecnie na Białorusi, w obwodzie mińskim, w rejonie miadzielskim, w sielsowiecie Słoboda.

## Historia
W czasach zaborów w gminie Żosno, w powiecie wilejskim, w guberni wileńskiej Imperium Rosyjskiego. W 1905 roku liczyła 21 mieszkańców, 12 dziesięcin.
Od 11 kwietnia 1922 osada leżała w Polsce, w województwie wileńskim, w powiecie duniłowickim, od 1927 roku w powiecie postawskim, w gminie Żośno.
W 1931 w 4 domach zamieszkiwało 14 osób.
W wyniku napaści ZSRR na Polskę we wrześniu 1939 miejscowość znalazła się pod okupacją sowiecką. 2 listopada została włączona do Białoruskiej SRR. 